# Sympherta gallicator
Sympherta gallicator là một loài tò vò trong họ Ichneumonidae.